# 王吉言

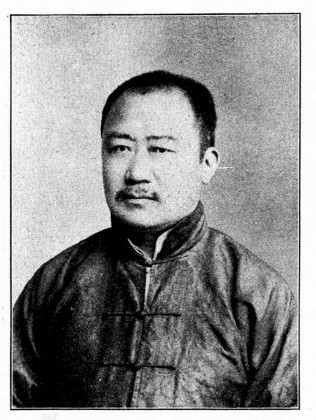
《民国之精华》中的王吉言照片

王吉言（1860年代1869年？—20世纪？）字颺廷，直隸省三河縣人，中華民國政治人物。

## 生平
王吉言自幼勤於學習，弱冠即廣通經史，長於詩文。清朝光緒二十年（1894年），甲午科舉人，乙未科取謄錄。不久，光緒二十四年（1898年）註冊，揀選知縣，簽分廣東後，王吉言告假回籍養親。在本籍，王吉言創辦學校，充當教員。光緒三十年（1904年），王吉言創辦戒烟所二處。光緒三十三年（1907年），各縣划區籌辦自治，王吉言充當區董，且幫同三河縣知縣籌措警款，創辦警務傳習所，王吉言充當警董。後來，王吉言到北京居住，入法政專門學校肄業，因事中途退學，未能畢業。
中華民國成立後，王吉言在第一區當選為中華民國第一屆國會眾議院議員。國會解散後，王吉言回到家鄉。1916年國會重開，王吉言回到北京，繼續擔任眾議院議員。